# Nembrotha chamberlaini
Nembrotha chamberlaini Gosliner & Behrens, 1997 è un mollusco nudibranchio appartenente alla famiglia Polyceridae.

## Descrizione
Lungo mediamente 3,5 centimetri.

## Biologia
Si nutre di ascidie.

## Distribuzione e habitat
La specie è diffusa in Indonesia e nelle Filippine.